# Bathinda (dystrykt)
Bathinda – dystrykt w stanie Pendżab w Indiach.

## Informacje
Nazwa dzielnicy pochodzi od miasta Bathinda, które jest równocześnie siedzibą władz dystryktu. Bathinda stała się dystryktem w 1956 roku. W dystrykcie znajduje się 268 wiosek i 313 panchayats. Ma  on z resztą kraju połączenie drogowe, kolejowe, a 25 km od głównego miasta znajduje się lotnisko krajowe. W dystrykcie działają zakłady przemysłowe: National Fetilizers Ltd. (produkcja nawozów), Guru Nanak Dev Thermal Plant (elektrociepłownia), Guru Nanak Dev Thermal Plant (elektrociepłownia). Jest podzielony na 4 teshile:  Bathinda, Rampura Phul, Talwandi sabo, Maur. Całkowita powierzchnia dystryktu wynosi 3385 km².

## Demografia
W 2011 roku w dystrykcie Bathinda mieszkało 1 388 525 ludności, w tym 868 kobiet na tysiąc mężczyzn.  W stosunku do wyników spisu z 2001 roku wzrosła gęstość zaludnienia z 353 osób na kilometr kwadratowy do 414 osób. Według spisu ludności z 2011 roku 68,30% ludności potrafi czytać i pisać, w tym 73,80% mężczyzn i 61,90% kobiet.

## Turystyka
Na terenie dystryktu znajdują miejsca atrakcyjne turystycznie. Należą do nich: Qila Mubarak – fort w Bathinda, Takht Sri Damdama Sahib – miejsce związane z historią Sikhów, świątynia Maiser Khana.